# Meillant
Meillant är en kommun i departementet Cher i regionen Centre-Val de Loire i de centrala delarna av Frankrike. Kommunen ligger  i kantonen Saint-Amand-Montrond som tillhör arrondissementet Saint-Amand-Montrond. År 2022 hade Meillant 648 invånare.

## Befolkningsutveckling
Antalet invånare i kommunen Meillant
Referens:INSEE